# Metagoniolithon radiatum
Metagoniolithon radiatum (Lamarck) Ducker, 1979  é o nome botânico de uma espécie de algas vermelhas pluricelulares do gênero Metagoniolithon, subfamília Metagoniolithoideae. São algas marinhas encontradas na Austrália e ilhas Falkland.

## Sinonímia
- Corallina radiata  Lamarck, 1815
- Amphiroa charoides  J.V. Lamouroux, 1816
- Amphiroa radiata  (Lamarck) Blanville, 1834
- Amphiroa stellata  Kützing, 1849
- Metagoniolithon charoides  (J.V. Lamouroux) Weber-van Bosse, 1904